# مونی (داغستان)
مونی (به لاتین: Muni) یک منطقهٔ مسکونی در روسیه است که در داغستان واقع شده‌است.